# Кальмия широколистная
Ка́льмия широколи́стная (лат. Kalmia latifolia) — типовой вид рода Кальмия (Kalmia) семейства Вересковые (Ericaceae).
Растение было открыто в Америке в 1624 году.

## Ботаническое описание
|  |
|  |

Вечнозелёное растение 3—9 м высотой. На юге ареала, в горах Северной и Южной Каролины, растение имеет вид небольшого дерева, а на севере — кустарника. Корни волокнистые. Листья 3—12 см длиной и 1—4 см шириной. Цветки собраны в кисти, от светло-розового цвета до белого. В настоящее время известны сорта с тёмно-розовыми, почти красными и каштановыми цветками. Цветение в мае и июне. Все части растения ядовиты (см. раздел «Токсичность»).

## Распространение и местообитание
Растение родом из востока Северной Америки. Ареал вида простирается от юга штата Мэн к югу до севера Флориды и к западу до Индианы и Луизианы. В природе произрастает на скалистых склонах и в горных лесах. Растёт на кислых почвах с pH от 4,6 до 6,0.

## Токсичность
Кальмия широколистная содержит андромедотоксин и арбутин, а потому ядовита для человека и многих животных: лошадей, коз, коров, оленей и обезьян. Токсичны зелёные части растения, цветки, ветви, пыльца, а также все пищевые продукты, изготовленные из них, такие, как мёд. Симптомы отравления появляются через 6 часов после попадания в организм. Ими являются проблемы и затруднения дыхания, анорексия, частое глотание, обильное слюноотделение, слёзные выделения из глаз и носа, проблемы с сердцем, отсутствие координации, депрессия, рвота, частая дефекация, слабость, судороги, паралич, кома и наконец смерть. Вскрытие показывает раздражение пищеварительного тракта и кровоизлияние.

## Хозяйственное значение и применение

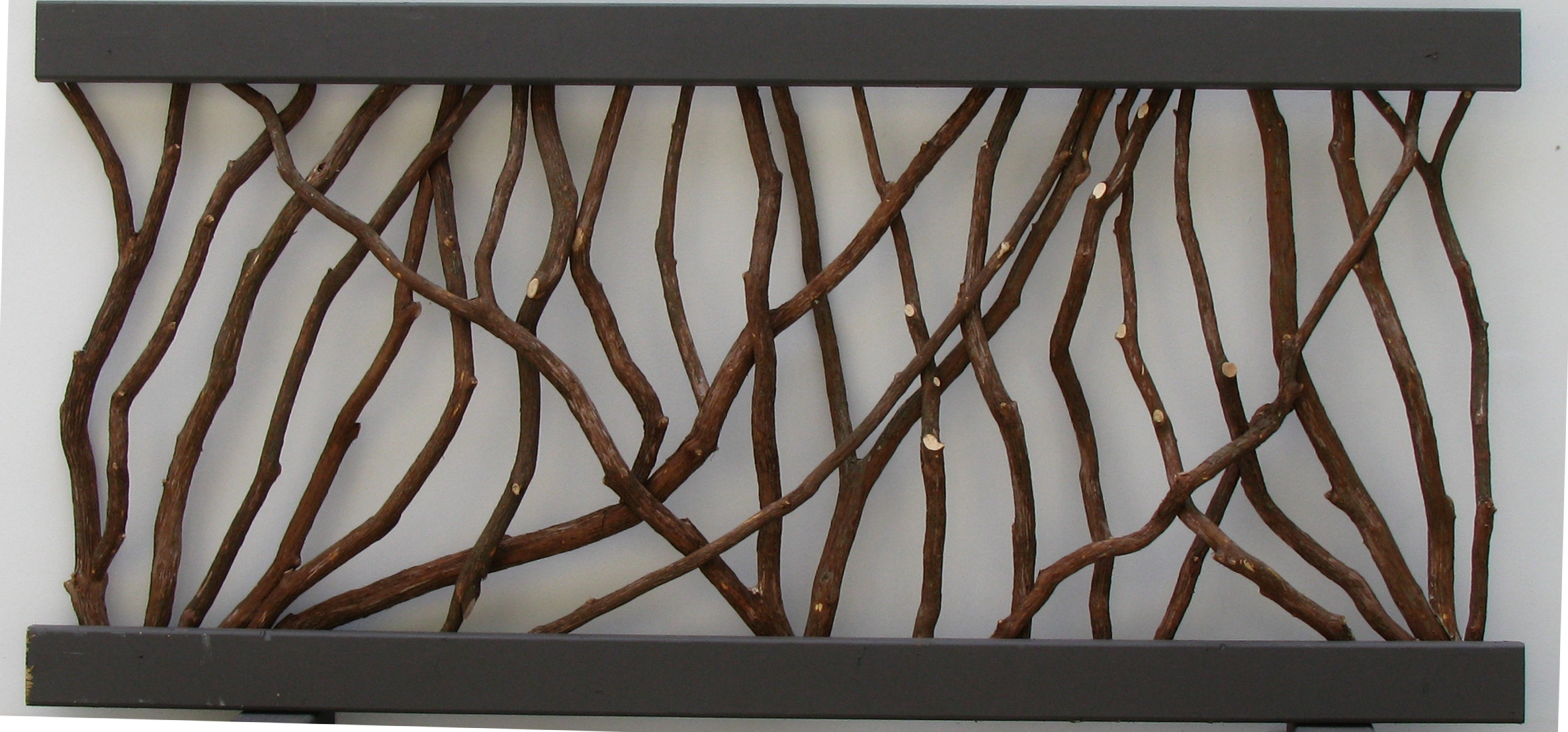
Перила, изготовленные из древесины кальмии широколистной

Изначально кальмия широколистная привозилась в Европу как декоративное растение с XVIII века. Оно и сейчас широко выращивается из-за своих привлекательных цветков. Были выведены многочисленные с сорта с различной окраской цветков.
Древесина кальмии широколистной тяжёлая, но ломкая, с близкорасположенными прямыми волокнами . Её никогда не вырубали в коммерческих целях и не выращивали в больших объёмах, но она подходит для изготовления мебели, чаш, колец и других предметов домашнего обихода. В конце XIX века она использовалась для изготовления часов. Наплывы на дереве применялись для изготовления дудок. Древесина может использоваться для изготовления перил и ограждений.

## Символика
Кальмия широколистная является цветком штатов Коннектикут и Пенсильвания.